# Kangpenqing
El Kangpenqing, també anomenat Kang Benchen, Kangboqen, Kangbengquin, Kangpenqin, Kangbochin o Gang Benchen és una muntanya de Baiku Kangri, una secció de la gran serralada de l'Himàlaia. Amb 7.281 msnm és la 90a muntanya més alta de la Terra, tot i que hi ha diversitat d'opinions sobre quina és l'alçada real. Té una prominència de 1.340 metres. Es troba al nord-oest del Shishapangma.
La primera ascensió al Kangpenqing va tenir lloc l'1 d'abril de 1982 per una expedició japonesa, que en dos dies consecutius va situar a 11 persones al cim.